# Zhonghaisjön

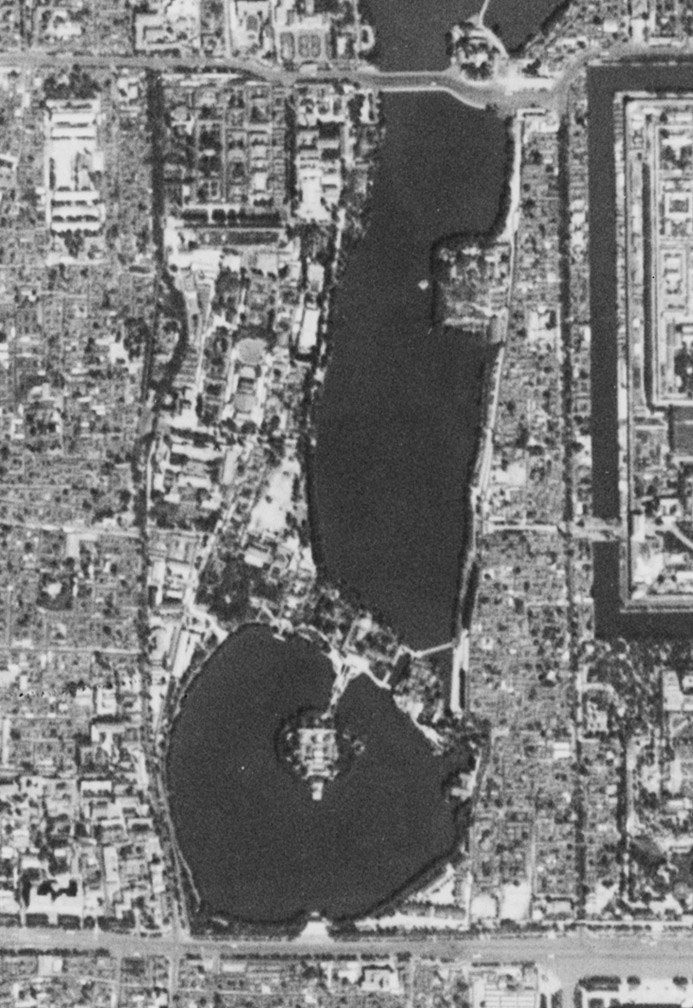
Satellitbild över Nanhaisjön (nere) och Zhonghaisjön (övre).

Zhonghaisjön eller Zhonghai eller Zhonghai Hu (kinesiska: 中海湖) är en konstgjord sjö i Kina. Den ligger i Xichengdistriktet i centrala Peking. Nanhai bildar tillsammans med sjön Nanhaisjön parkområdet Zhongnanhai, som är högkvarteret för Kinas kommunistiska parti KKP och säte för Kinas regering.
Zhonghaisjön ligger 46 meter över havet.

## Historia
När Khubilai khan i slutet på 1260-talet uppförde sin huvudstad Khanbalik grävdes Taiyesjön direkt väster om kejsarpalatset. Under den efterföljande Mingdynastin (1368–1644) delades Taiyesjön i två delar där den norra blev dagens Beihaisjön och den södra blev Zhonghaisjön. I Zhonghaisjön sparades ön Wanshou Shan från Jindynastin, vilket var den enda arkitektur från Zhongdu som mongolerna sparade.
Även en södra sjö, Nanhaisjön, uppfördes vilket tillsammans med Beihaisjön och Zhonghaisjön bildade de Tre främre haven.  Murarna runt den kejserliga staden expanderades år väster och inneslöt de tre sjöarna. Området runt Zhonghaisjön och Nanhaisjön benämns numer ofta Zhongnanhai.